# Bundesvereinigung der Deutschen Arbeitgeberverbände
Bundesvereinigung der Deutschen Arbeitgeberverbände (skrót: BDA, pol. Federalne Zrzeszenie Niemieckich Organizacji Pracodawców) – niemiecka organizacja pracodawców. Największa w Niemczech federacja organizacji pracodawców z siedzibą w Berlinie (do roku 1999 w Kolonii).
Jako jedyne dobrowolne zrzeszenie interesów w Niemczech reprezentuje organizacje pracodawców ze wszystkich sektorów gospodarki Niemiec. Oblicza się, że w BDA za pośrednictwem organizacji macierzystych zrzeszonych jest 75–80% wszystkich niemieckich pracodawców prywatnych.
Do BDA należą 54 zrzeszenia, których zasięg działania obejmuje całe Niemcy oraz 14 zrzeszeń o zasięgu działania ograniczonym do krajów związkowych.

## Prezydenci BDA
- 1949-1953 Walter Raymond(inne języki)
- 1953-1964 Hans Constantin Paulssen(inne języki)
- 1964-1969 Siegfried Balke(inne języki)
- 1969-1973 Otto A. Friedrich(inne języki)
- 1973-1977 Hanns Martin Schleyer
- 1977-1986 Otto Esser(inne języki)
- 1986-1996 Klaus Murmann(inne języki)
- 1996- nadal Dieter Hundt(inne języki)